# エイシュ・メラフラフ
エイシュ・メラフラフ(Eish merahrah)は、フェヌグリークの種子とコーンミールから作られるフラットブレッドで、エジプトで食べられる。エジプトの田舎地方の伝統的な食事の一部であり、上エジプトの村の家庭で作られている。平たく幅広で、直径は約50cmにもなる。柔らかい生地はコーンミールから作られ、サワードウとともに一晩発酵させ、丸く成型する。密閉容器に入れて、1-2週間保存可能である。フェヌグリークの種子を加えるのは、タンパク質含量を高めて保存期間を延ばし、また消化を良くするためと考えられている。